# Стржишче (Севница)
Стржишче (словен. Stržišče) је насељено место у општини Севница, Посавска регија, Словенија.

## Историја
До територијалне реорганизације у Словенији било је у саставу старе општине Севница.

## Становништво
У попису становништва из 2011. године, Стржишче је имало 61 становника.
| Број становника према пописима | Број становника према пописима | Број становника према пописима |
| ------------------------------ | ------------------------------ | ------------------------------ |
| 1991                           | 2002                           | 2011                           |
| 70                             | 58                             | 61                             |

Напомена: Године 1955. повећано за насеље Коморивец, које је укинуто. Године 2009. години извршена је мања размена територија између насеља Стржишче и Жигрски Врх.